# Спомен-чесма у Вичи
Спомен-чесма у Вичи налази се у центру села Вича Општина Лучани, на малом тргу испод Цркве Светог Илије. Подигнута је почетком 1960-их у спомен војницима изгинулим и помрлим у Балканским, Првом и Другом светском рату.
Двострана чесма изграђена је од локалног жућкастог пешчара, на месту где је 1941. године Драгачевски партизански батаљон положио заклетву под командом Богдана Капелана.
Са стране окренутој цркви, 1959. године постављена је плоча од црног мермера са именима и сликама Вичанаца палих у Народноослободилачком рату за независност и социјализам.
Са супротне, западне стране, ка згради Месне заједнице и Поште, 1960. године постављена је спомен-плоча ратницима палим за одбрану отаџбине од 1912-1918.
Списак Вичанаца који изгубили животе у Балканским и Првом светском рату први пут је објављен у књизи Милисава Д. Протића „Драгачево и његови славни синови” из 1940. године, док су жртве Другог светског рата детаљно побројане у Монографији „Вича и Кривача”.